# Munhwa Broadcasting Corporation
Munhwa Broadcasting Corporation (MBC) (koreansk: 문화방송주식회사, Munhwa Bangsong Jusikhoesa) er et er et af de førende tv- og radionetvirksomheder i Sydkorea. Munhwa er det koreanske ord for "kultur". Dets flagskibs jordbaserede tv-station MBC TV er kanal 11 til Digital.
MBC er etableret den 2. december 1961 og er et koreansk jordbaseret tv-selskab, der har et landsdækkende netværk af 17 regionale stationer. Selv om det opererer på reklame, er MBC et offentligt tv-selskab, da dets største aktionær er en offentlig organisation, The Broadcasting Foundation. I dag er det en multimediegruppe med en jordbaseret tv-kanal, tre radiokanaler, fem kabelkanaler, fem satellitkanaler og fire DMB-kanaler.
MBC har hovedkvarter i Digital Media City (DMC), Mapo-gu, Seoul og har de største produktionsanlæg i Korea, herunder digitalt produktionscenter Dream Center i Ilsan, indendørs og udendørs sæt i Yongin Daejanggeum Park.

## Tv-kanaler

### Jordbaseret
- MBC TV

### Kabel
- MBC Dramanet
- MBC Sports+
- MBC Every 1
- MBC M
- MBC On
- MBC Sports+ 2 (hedengangne)
- MBCGame (hedengangne)
- MBC Life (hedengangne)
- MBC QueeN (hedengangne)

## Radiostationer
- MBC Standard FM
- MBC FM4U
- Channel M

## Datterselskaber og afdelinger
- MBC Plus - kabel-tv-afdeling
- MBC C&I - tv-produktionsvirksomhed
- iMBC - internetafdeling
- MBC Arts - Art Vision Department
- MBC-spillegebyrer
- MBC Academy - uddannelses- og ledelsesafdeling
- MBC America - amerikansk datterselskab
- MBC Nanum